# .lb
‎.lb‏ دامنه اینترنتی اختصاص داده شده به کشور لبنان است.